# L'Aîné
Pour les articles homonymes, voir Aîné.
L'Aîné (titre original : Eldest) est un roman américain de fantasy, deuxième tome du cycle L'Héritage écrit par Christopher Paolini, publié en France aux éditions Bayard Jeunesse. Le personnage sur la couverture du livre est Thorn, le dragon de Murtagh.

## Résumé
Au début du deuxième tome, les Vardens viennent de remporter la victoire sur les Urgals au cœur de Farthen Dûr. Eragon souffre d'une blessure, infligée par Durza, qui l'empêche de fournir de trop gros efforts sans subir de grandes souffrances. 
Le chef des Vardens, Ajihad, ainsi qu'un groupe de guerriers qui l'accompagne, traque les Urgals échappés. Lorsque Ajihad revient à Farthen Dûr, il est tué par un petit groupe d'Urgals, revenus par les tunnels, malgré l'intervention d'Eragon, Saphira, Arya, Orik et des guerriers, arrivés trop tard pour empêcher le drame. Pendant cette attaque, Murtagh et les Jumeaux sont capturés par ces Urgals, et sont donc présumés morts car Arya a retrouvé les vêtements de Murtagh en se lançant à la poursuite des Urgals. Nasuada (la fille d'Ajihad) devient le chef des Vardens, et Eragon lui fait allégeance. 
Eragon doit ensuite partir chez les Elfes avec Arya. Juste avant son départ, il rejoint le Dûrgrimst Ingeitum, un des clans des nains (bien que ceux-ci lui causent des problèmes plus tard). Il part donc à Ellesméra, capitale des Elfes, où il suit l'enseignement d'un vieil elfe dragonnier mystérieux, Oromis, et de son dragon couleur or, Glaedr, rencontre la reine des Elfes, Islanzadí, visite Ellesméra avec Arya, et s'entretient avec le chat-garou Maud et avec la forgeronne Rhunön. 
De son côté, Roran subit les attaques des Ra'zacs, revenus le chercher. Il parvient à organiser la défense du village, mais Sloan, le boucher, trahit le village, et les Ra'zacs enlèvent Katrina, la fille de Sloan et fiancée de Roran. Ce dernier convainc presque tout Carvahall de le suivre pour rejoindre les Vardens au Surda. Ceux qui sont restés sont impitoyablement tués et ce qui restait du village est détruit. À Teirm, ils découvrent qu'Eragon est un Dragonnier grâce à Jeod, un ami de Brom que Roran et un petit groupe de villageois rencontrent, puis ils s'enfuient vers le Surda à bord d'un bateau volé appelé L'Aile du Dragon.
Pendant ce temps, les Vardens émigrent au Surda. Lors de l'envoûtante Agaëti Sangrhen des Elfes, Eragon est guéri de toute cicatrice, dont celle infligée par Durza, et acquiert les capacités des elfes ainsi que leur apparence, ce qui fait de lui un hybride, mi-homme, mi-elfe. Eragon avoue son amour à Arya qui le repousse et affirme devoir repartir chez les Vardens. 
Après que Blagden, le corbeau d'Islazandi ait donné à Eragon quelques paroles énigmatiques, Eragon invoque l'image d'Arya, revenue auprès des Vardens, et la découvre en réunion, auprès des Vardens sur le pied de la guerre ; lui et Saphira repartent chez les Vardens en jurant à Oromis de revenir. Ils arrivent sur le lieu de la bataille, un endroit inhospitalier nommé les Plaines Brûlantes, un jour ou deux avant que le combat ne commence. Eragon prend le commandement de la coalition Du Vrangr Gata (les magiciens des Vardens) et Nasuada le désigne comme son successeur au cas où elle mourrait. Elle fait une alliance avec des Kulls, délivrés de l'influence de Durza lors de la bataille de Farthen Dûr et désireux de se venger de l'Empire, pour lequel ils ont combattu sans être récompensés. Dans la fureur des combats, Eragon aperçoit un bateau venant de la rivière Jiet, il vole vers ce bateau et découvre son cousin, Roran.
Celui-ci, en plus de Carvahall, a reçu l'hospitalité de Dame Alarice, gouverneur de la cité de Dauth, où le bateau a jeté l'ancre pour refaire des vivres. Elle leur a également confié qu'une importante guerre se préparait sur les Plaines Brûlantes. Ceux qui ne pouvaient pas combattre étaient restés à Dauth, tandis que la plupart des hommes et quelques épouses de ceux-ci rembarquaient sur L'Aile du Dragon, en direction des Plaines Brûlantes. 
Au cours de la bataille, un dragonnier inconnu arrive sur un dragon rouge (celui de la page de couverture) et tue Hrothgar, roi des nains. Eragon le combat, d'abord en l'air puis à terre. Le jeune homme se rend compte qu'il le connaît et lui arrache son casque, et découvre Murtagh. Il avait été capturé par les jumeaux, finalement des traîtres et a dû se soumettre à Galbatorix. C'est aussi à ce moment qu'Eragon se rend compte qu'il a plus ou moins anticipé cette scène, lors d'une vision reçue lors de son voyage à Ellesméra. Le Dragonnier lui prend Zar'roc, en arguant que l'épée doit revenir à l'aîné. C'est à ce moment-là que l'on comprend le titre du tome. Eragon comprend alors qu'il est le frère de Murtagh. 
Les Vardens ont gagné la bataille mais l'avenir s'annonce sombre car les forces de l'Empire restent importantes, et parce qu'Eragon devra affronter deux Dragonniers plus puissants que lui. À la fin du livre, Eragon promet à son cousin Roran, qu'il va l'aider à délivrer Katrina, la fiancée de Roran, capturée par les Ra'zacs, et qu'ensemble, ils vengeront leur père Garrow.

## Éditions
- Édition grand format : Bayard Jeunesse, paru en grand format le 26 février 2006  (ISBN 2-7470-1455-X)
- Édition format de poche : Bayard Jeunesse, paru en poche le 4 mars 2010  (ISBN 978-2-7470-2119-7)